# كومي سكوما
كومي سكوما (باليابانية: 佐久間 紅美) مواليد 2 نوفمبر 1976 في تشيبا، هي مؤدية أصوات يابانية.

## أعمال

### أنمي
- الحماة الأبطال
- سلة الفاكهة
- سكرابد برنسس
- كيرو
- أوتوغيزوشي
- بليتش

### ألعاب
- النجم المحظوظ
- سوبر روبوت وورز

## وصلات خارجية
- كومي سكوما على موقع IMDb (الإنجليزية)
- كومي سكوما على موقع ميوزك برينز (الإنجليزية)
- كومي سكوما على موقع ميوزك برينز (الإنجليزية)
- كومي سكوما على موقع قاعدة بيانات الفيلم (الإنجليزية)
- كومي سكوما على موقع ANN person (الإنجليزية)